# يو إف سي ليلة القتال: هولم ضد فييرا
يو إف سي ليلة القتال: هولم ضد فييرا (بالإنجليزية: UFC Fight Night: Holm vs. Vieira)‏ (المعروف أيضًا باسم يو إف سي ليلة القتال 206، يو إف سي على إي إس بي إن+ 64 أو يو إف سي فيغاس 55) هو حدث لفنون القتال المختلطة نظمته يو إف سي، وأُقيم في 21 مايو 2022، على يو إف سي أبيكس في إنتربرايز، نيفادا، وهي جزء من منطقة لاس فيغاس الحضرية، الولايات المتحدة.